# Nick Kosir
 (novembre 2023).
Si vous disposez d'ouvrages ou d'articles de référence ou si vous connaissez des sites web de qualité traitant du thème abordé ici, merci de compléter l'article en donnant les références utiles à sa vérifiabilité et en les liant à la section « Notes et références ».
 (novembre 2023).
Pour les articles homonymes, voir Kosir.
Nick Kosir est un présentateur météo américain. 

## Biographie

### Éducation
Kosir a obtenu un baccalauréat ès arts en organisation communicationnelle[Quoi ?] à l’Université d'Akron, ainsi qu’un certificat en météorologie de diffusion[Quoi ?] à l'Université d'État du Mississippi.

## Carrière
Il a commencé sa carrière en tant que reporter et prévisionniste météo à temps partiel à WMFD-TV à Mansfield, avant de devenir directeur météo[évasif].
En octobre 2008, il est devenu météorologue du matin[Quoi ?] à KBTV-TV à Beaumont, où il était surnommé "The Rapping Weatherman".
Il a également travaillé pendant trois ans à KMVT à Twin Falls.
Pendant sept ans à WJZY Fox 46, il était encouragé à partager régulièrement du contenu sur les réseaux sociaux. Kosir a démarré en créant des sketches avec son meilleur ami Hans, imitant finalement Cam Newton[évasif].
Il a rejoint la chaîne Fox Weather, lancée le 25 octobre 2021.
Il est connu pour ses vidéos de danse publiées sur TikTok, avec 5 millions d’abonnés en septembre 2022.